# 카를로 바르베리니

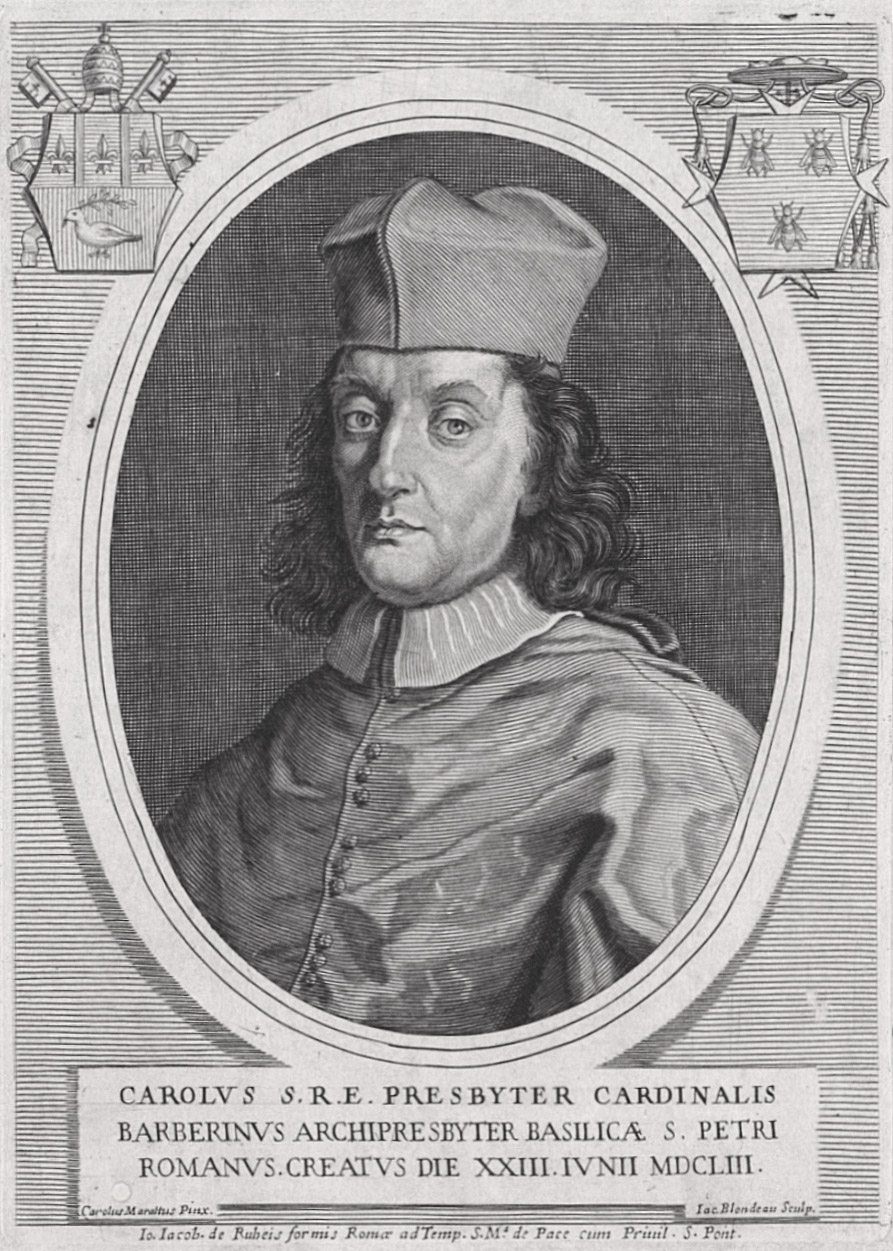
카를로 바르베리니 추기경

카를로 바르베리니(이탈리아어: Carlo Barberini, 1630년 6월 1일 - 1704년 10월 2일)는 이탈리아 가톨릭교회의 추기경이자 바르베리니 가의 일족이다. 교황 우르바노 8세의 조카이자 팔레스트리나 공 타데오 바르베리니의 아들이다.